# 濵田泰希
- 濱田泰希
- 浜田泰希

濵田 泰希（はまだ たいき、2005年11月28日 - ）は、兵庫県神戸市西区出身のプロ野球選手（内野手・育成選手）。右投右打。北海道日本ハムファイターズ所属。

## 経歴

### プロ入り前
神戸市立王塚台中学校在学時は硬式野球のクラブチームであるヤング神戸須磨クラブでプレーしていた。
京都国際高等学校に進学し、1年夏、2年夏にチームが出場した全国高等学校野球選手権大会ではベンチ外だった。2年秋からベンチ入りして主将を務めた。3年夏は4番打者を務めたが、京都大会準々決勝で立命館に敗れた。高校通算18本塁打。1学年上に森下瑠大、2学年上に中川勇斗がいた。
2023年10月26日に開催されたドラフト会議にて、北海道日本ハムファイターズから育成1位指名を受け、支度金300万円、年俸260万円で入団した（金額は推定）。高校時代は外野手だったが、プロ入り後は内野手登録となる背番号は111。

### 日本ハム時代
2024年はイースタン・リーグで46試合に出場。打率.147、5打点という成績だった。

## 詳細情報

### 背番号
- 111（2024年[7] - ）